# Walther H. Lechler
Pour les articles homonymes, voir Lechler.
Walther H. Lechler (né le 24 juillet 1923 à Wurtzbourg, mort le 22 décembre 2013 à Röthenbach en Allgäu) est un neuropsychiatre et psychothérapeute allemand. Il invente le modèle de Bad Herrenalb, un concept de communauté psychothérapeutique pour les malades mentaux.

## Biographie
Lechler étudie la médecine à Wurtzbourg et Paris et s'intéresse d'abord à la dermatologie et à la chirurgie. Finalement il choisit la neurologie, la psychiatrie, la psychothérapie et la médecine psychosomatique. Aux États-Unis, il fait une formation complémentaire sur l'Approche humaniste et le New Identity Process (N.I.P.) auprès de Daniel Casriel.
Après ses études à Paris et Wurtzbourg, il devient médecin capitaine dans l´armée américaine à Munich, c´est pendant cet engagement Lechler découvre le programme en 12 étapes des Alcooliques anonymes. Il en fait la promotion et l'étend à Al-Anon/Alateen et aux Émotifs Anonymes.
De 1971 à 1988, Lechler dirige la clinique de médecine psychosomatique à Bad Herrenalb, où il invente un modèle de soins avec d'autres médecins et des "invités". En 1989, il crée une fondation pour promouvoir ce modèle qu'il préside jusqu'en 2003.